# Heroine of Hell
Heroine of Hell – amerykański film z 1996 w reżyserii Nietzchki Keene.

## Fabuła
Film opowiada o kobiecie, która szuka duchowej sprawiedliwości dla tych, którzy postępują źle. Magda (Catherine Keener), wrażliwa artystka, zostaje porzucona przez swojego chłopaka (Dermot Mulroney), który związał się z inną kobietą. Zraniona kradnie samochód Calluma i jadąc bez celu jest świadkiem wypadku samochodowego, w którym ginie w płomieniach mężczyzna. Kobieta zaczyna malować obrazy ukazujące ogień i piekło, próbując znaleźć ukojenie swojego stanu emocjonalnego. Jednak im dłużej ma obsesję na punkcie płomieni piekielnych, które mają wyrażać, że Callum cierpi tak jak ona, tym bardziej odczuwa potrzebę wyrażania siebie nie tylko za pomocą farb i płótna.

## Finansowanie i dystrybucja
Heroine of Hell jest drugim filmem fabularnym reżyserki Nietzchki Keene. Sfinansowany został ze środków otrzymanych od Independent Television Service, inicjatywy produkcyjnej uruchomionej we wczesnych latach 90. w celu opracowania innowacyjnej pracy dla telewizji publicznej, wspieranej przez PBS. Film został ukończony w 1995, a w 1996 został przesłany za pośrednictwem PBS do stacji członkowskich.

## Główne role
- Catherine Keener jako Magda
- Dermot Mulroney jako Callum
- Wendy Phillips jako Margaret
- Tom Nowicki jako Simon
- Karen-Eileen Gordon jako Esperanza